# Паскіно
Па́скіно (рос. Паскино) — присілок у складі Слободського району Кіровської області, Росія. Входить до складу Світозаревського сільського поселення.
Населення становить 15 осіб (2010, 20 у 2002).
Національний склад станом на 2002 рік — удмурти 55 %.